# Whitby Abbey

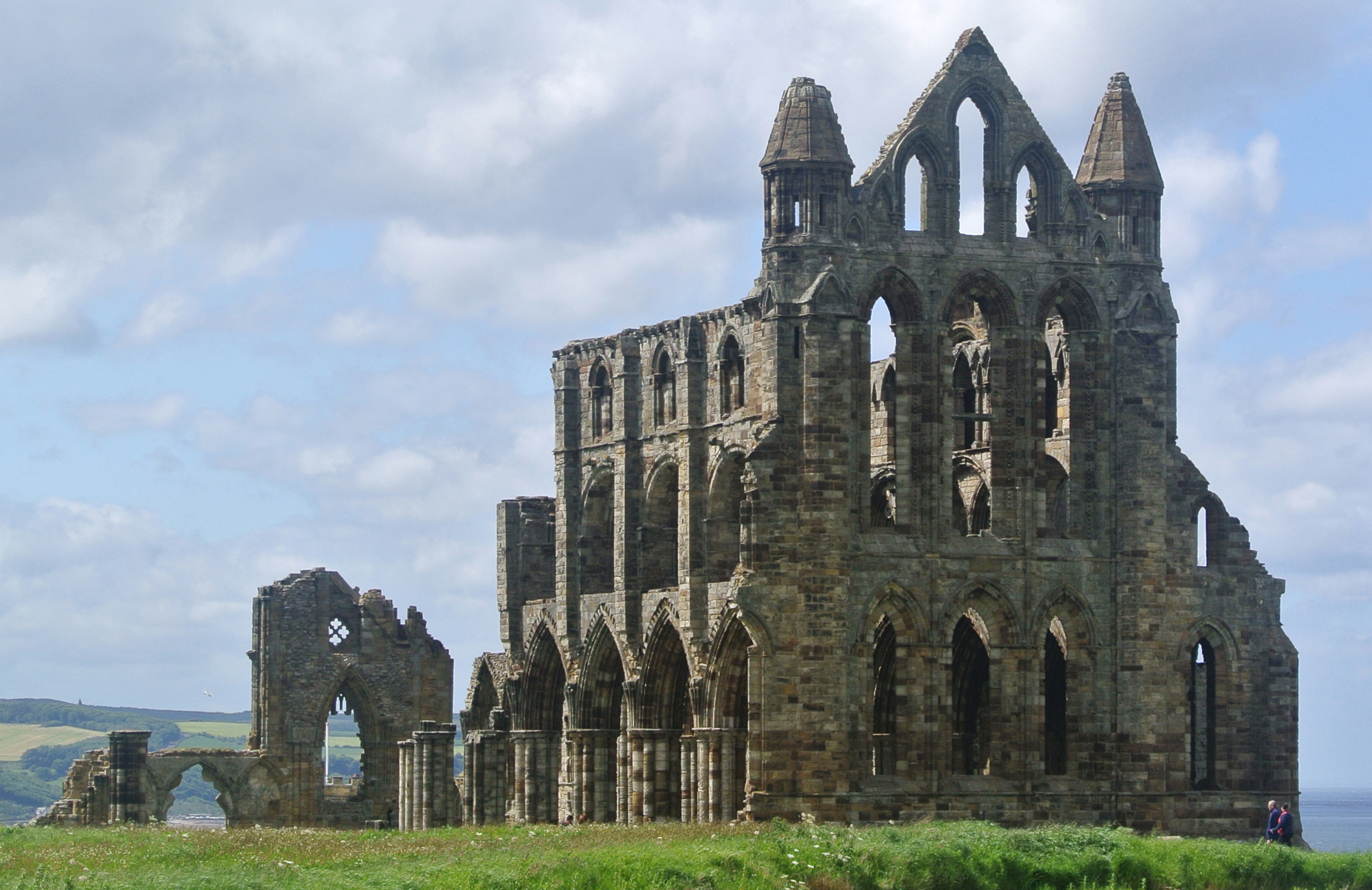
Ruine von Whitby Abbey

Whitby Abbey (übersetzt: Abtei Whitby) ist ein ehemaliges Kloster in Whitby, einer historischen Hafenstadt an der Nordseeküste der Grafschaft Yorkshire in England. Die Ruine ist seit 1954 als Grade-I-Bauwerk in der National Heritage List for England gelistet. 2019 wurde Whitby Abbey  von rund 161.000 Personen besucht. 2024 betrug die Besucherzahl etwa 167.000 Personen.

## Geschichte
Whitby Abbey wurde 657 n. Chr. von König Oswiu von Northumbrien als Doppelkloster für Männer und Frauen gegründet und erhielt zunächst den Namen Streoneshalch. Schon unter der ersten Äbtissin des Klosters, der später heiliggesprochenen Hilda, wurde Whitby Abbey berühmt für sein Bildungswesen und die enge Beziehung zur königlichen Familie in Northumbrien. 664 n. Chr. fand hier die Synode von Whitby statt. Hilda war Anhängerin des keltischen Brauchtums, führte aber nach der Synode auch in ihrem Kloster den römischen Ritus und das römische Osterdatum ein.
Nach dem Tod der Äbtissin 680 liegt die Geschichte von Whitby Abbey 200 Jahre im Dunkeln. 867 wurde die Abtei bei einem Däneneinfall zerstört, der Name Streoneshalch verschwand und wurde durch Whitby ersetzt.
Erst ca. 1077 gründete Reinfried, der zum Invasionsheer unter Wilhelm dem Eroberer gehört hatte, ein neues benediktinisches Kloster. Ca. 1220 begannen die Baumaßnahmen; dabei wurde die Abtei etwas südlicher als der Vorgängerbau wieder aufgebaut. Trotz seiner früheren Bedeutung und seiner architektonischen Pracht spielte Whitby nun aber keine besondere Rolle mehr. Während der englischen Reformation im 16. Jahrhundert unter Heinrich VIII. wurde das Kloster aufgelöst und das Gebäude dem Verfall überlassen. Nachdem 1763 das Langhaus und 1830 der Vierungsturm eingestürzt waren, wurde im Ersten Weltkrieg die West-Fassade durch Granattreffer deutscher Schlachtkreuzer beim Raid auf Scarborough, Hartlepool und Whitby zerstört. 1921 wurde die Fassade jedoch originalgetreu rekonstruiert. Von der Kirche stehen heute noch der Chor, die Querschiffe, teilweise das nördliche Seitenschiff des Langhauses und die bereits erwähnte West-Fassade.

## Persönlichkeiten des Klosters Whitby
Cædmon war Mönch in Whitby und soll mit dem Hüten der Schweine Hildas betraut gewesen sein. Sein Gedicht Song of Creation ist das älteste Gedicht auf Englisch. Ein ca. 6 m hohes Kreuz vor der Kirche St. Mary in Whitby erinnert an ihn.

## Die Ruine

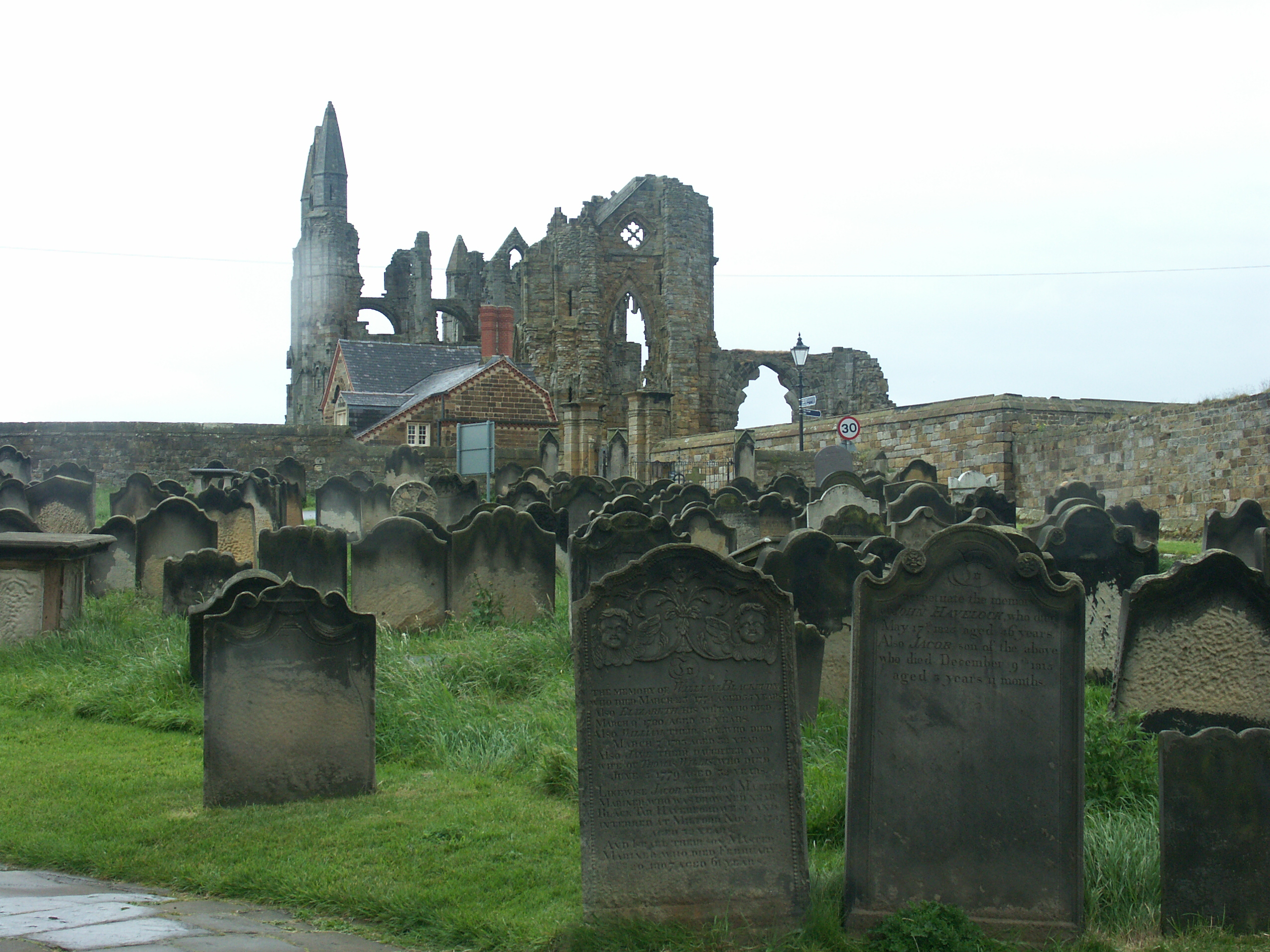
Whitby Abbey mit Friedhof von St. Mary’s Church

Die Ruinen, die heute zu sehen sind, stammen zum Großteil aus dem 13./14. Jahrhundert, so überwiegt auch der frühgotische Early-English-Stil (12.–13. Jahrhundert). Einige Fenster sind jedoch im hochgotischen Decorated-Stil (13./14. Jahrhundert), andere im spätgotischen Perpendicular-Stil (14.–16. Jahrhundert) umgearbeitet worden. Das Gebäude hat eine Gesamtlänge von 91 Meter. Zwischen Langhaus und Chor besteht ein Achsknick in der Hauptachse.